# Giro del Piemonte 1921
Il Giro del Piemonte 1921, quattordicesima edizione della corsa, si svolse il 24 aprile 1921 su un percorso di 341 km. La vittoria fu appannaggio dell'italiano Giovanni Brunero, che completò il percorso in 11h01'30", precedendo i connazionali Giuseppe Azzini ed Alfredo Sivocci.
Sul traguardo di Torino 19 ciclisti, su 38 partiti dalla medesima località, portarono a termine la competizione. 

## Ordine d'arrivo (Top 10)
| Pos. | Corridore         | Squadra         | Tempo     |
| ---- | ----------------- | --------------- | --------- |
| 1    | Giovanni Brunero  | Legnano-Pirelli | 12h01'30" |
| 2    | Giuseppe Azzini   | Stucchi         | a 12'40"  |
| 3    | Alfredo Sivocci   | Legnano-Pirelli | s.t.      |
| 4    | Angelo Gremo      | Bianchi-Dunlop  | s.t.      |
| 5    | Carlo Galetti     | Legnano-Pirelli | a 18'15"  |
| 6    | Federico Gay      | Bianchi-Dunlop  | s.t.      |
| 7    | Clemente Canepari | Legnano-Pirelli | s.t.      |
| 8    | Luigi Lucotti     | Ancora          | a 19'02"  |
| 9    | Camillo Arduino   | Bianchi-Dunlop  | a 26'00"  |
| 10   | Bartolomeo Aymo   | Legnano-Pirelli | s.t.      |